# Liste der Monuments historiques in Juvigny-sur-Loison
Die Liste der Monuments historiques in Juvigny-sur-Loison führt die Monuments historiques in der französischen Gemeinde Juvigny-sur-Loison auf.

## Liste der Objekte
| Bezeichnung                                                  | Beschreibung | Standort                      | Kennzeichnung | Schutzstatus | Datum | Bild |
| ------------------------------------------------------------ | --- | ----------------------------- | ------------- | ------------ | ----- | ---- |
| Zwei Dalmatiken                                              | Seide, bestickt, 18. Jahrhundert; zugehörig PM55000987 und PM55000988 | in der Kirche St-Denis (Lage) | PM55000986    | Classé       | 1993  |      |
| Zwei Manipel                                                 | Seide, bestickt, 18. Jahrhundert | in der Kirche St-Denis (Lage) | PM55000987    | Classé       | 1993  |      |
| Stola                                                        | Seide, bestickt, 18. Jahrhundert | in der Kirche St-Denis (Lage) | PM55000988    | Classé       | 1993  |      |
| Linker Seitenaltar                                           | Altartisch, Retabel und Gemälde Anna von Österreich und ihre Söhne Ludwig XIV. und hilippe von Orléans danken dem heiligen Benedikt und der heiligen Scholastika; Holz, farbig gefasst und vergoldet, Kalkstein, sowie Ölfarbe auf Leinwand im vergoldeten Holzrahmen, um 1775 | in der Kirche St-Denis (Lage) | PM55000868    | Classé       | 1991  |      |
| Kasel                                                        | Seide, bestickt, 18. Jahrhundert; zugehörig PM55000990 und PM55000991 | in der Kirche St-Denis (Lage) | PM55000989    | Classé       |       |      |
| Stola                                                        | Seide, bestickt, 18. Jahrhundert | in der Kirche St-Denis (Lage) | PM55000990    | Classé       | 1993  |      |
| Bursa                                                        | Seide, bestickt, 18. Jahrhundert | in der Kirche St-Denis (Lage) | PM550009901   | Classé       | 1993  |      |
| Skulptur Heilige Scholastika                                 | Holz, 18. Jahrhundert; im Kathedralschatz in Verdun deponiert | in der Kirche St-Denis (Lage) | PM55001941    | Inscrit      | 1999  |      |
| Kreuzweg                                                     | 14 Gemälde mit Rahmen; Ölfarbe auf Leinwand, Ende des 18. Jahrhunderts, Abraham von Orval zugeschrieben, Rahmen vom Ende des 19. Jahrhunderts | in der Kirche St-Denis (Lage) | PM55001942    | Inscrit      | 1999  |      |
| Reliquienbild                                                | verschiedene Materialien, Glas, vergoldeter Holzrahmen, bezeichnet 1758 | in der Kirche St-Denis (Lage) | PM55002616    | Inscrit      | 2005  |      |
| Drei Kanontafeln                                             | Druckerschwärze auf Papier, Holzrahmen, um 1800; im Kathedralschatz in Verdun deponiert | in der Kirche St-Denis (Lage) | PM55001943    | Inscrit      | 1997  |      |
| Rechter Seitenaltar                                          | Altartisch, Retabel und Gemälde Der heilige Dominikus empfängt den Rosenkranz von der Gottesmutter; Holz, farbig gefasst und vergoldet, sowie Ölfarbe auf Leinwand im vergoldeten Holzrahmen, um 1775                                                                          | in der Kirche St-Denis (Lage) | PM55000867    | Classé       | 1991  |      |
| Scholastika-Reliquiar                                        | Eichenholz, Silber, Glas, 1828 angefertigt | in der Kirche St-Denis (Lage) | PM55000984    | Classé       | 1993  |      |
| Fünf Wandgemälde                                             | Darstellungen von Mariä Verkündigung, Mariä Himmelfahrt, Gottvater, Auferstehung Christi und Verklärung Christi; signiert Collet 1777 | in der Kirche St-Denis (Lage) | PM55000288    | Classé       | 1913  |      |
| Taufbecken                                                   | Stein, 13. Jahrhundert | in der Kirche St-Denis (Lage) | PM55000290    | Classé       | 1944  |      |
| Sakramentsbaldachin                                          | Stoff, bestickt, um 1725; 1999 gestohlen | in der Kirche St-Denis (Lage) | PM55000985    | Classé       | 1993  |      |
| Zwei Skulpturen: Heiliger Benedikt und heilige Scholastika   | Stein, farbig gefasst, 16. Jahrhundert | in der Kirche St-Denis (Lage) | PM55000286    | Classé       | 1913  |      |
| Kanzel                                                       | im Louis-quatorze-Stil; Eichenholz, um 1775 | in der Kirche St-Denis (Lage) | PM55000983    | Classé       | 1993  |      |
| Skulpturengruppe Der Auferstandene erscheint Maria Magdalena | Stein, 16. Jahrhundert | in der Kirche St-Denis (Lage) | PM55000289    | Classé       | 1936  |      |
| Kruzifix                                                     | Holz, Kupfer, 17. Jahrhundert | in der Kirche St-Denis (Lage) | PM55000287    | Classé       | 1913  |      |
| Kelch                                                        | Silber, vergoldet, 15. Jahrhundert | im Pfarrhaus (Lage)           | PM55000291    | Classé       | 1909  |      |
| Zwei Skulpturen: Musizierende Engel                          | auf dem Orgelprospekt; Eichenholz, 18. Jahrhundert | in der Kirche St-Denis (Lage) | PM55002675    | Inscrit      | 2004  |      |
| Hauptaltar                                                   | Altartisch, Retabel und Skulptur Heiliger Dionysius; Holz, teilweise vergoldet, Stein, um 1775 | in der Kirche St-Denis (Lage) | PM55000866    | Classé       | 1991  |      |